# Derok d'Ibèria
Derok (mort e 113) fou un rei d'Ibèria a Mtskheta. Va regnar de vers el 103 al 113.
Era fill d'Armazel al que va succeir en el tron. Del seu regnat no se'n sap res excepte que fou vassall d'Armènia. Era contemporani d'Hamazasp I (o Amazasp I) que regnava a Armazi). Va morir després de regnar uns deu anys i el va succeir Mihrdat o Mitridates I d'Ibèria.